# Five Bedrooms
Five Bedrooms är en australisk komedi- och dramaserie från vars första säsong hade premiär den 15 maj 2019. Serien är skapad av Christine Bartlett, Michael Lucas och Nathan Mayfield. Första säsongen bestod av åtta avsnitt. Serien har förnyats med tre ytterligare säsonger vardera bestående av åtta avsnitt. den fjärde säsongen hade premiär i Australien den 14 maj 2023. Serien kommer att kunna ses på Viaplay med start den 16 juli 2023.

## Handling
Serien inleds på en bröllopsfest där fem personer samlas vi singlarnas bord. Samtliga har tröttnat på singellivet och efter att ha druckit ett antal flaskor champagne bestämmer de sig för att flytta ihop.

## Rollista i urval
- Kat Stewart - Liz Wendell
- Stephen Peacocke - Ben Chigwell
- Doris Younane - Heather Doyle
- Katie Robertson - Ainsley Elling
- Roy Joseph - Harpreet "Harry" Sethi
- Hugh Sheridan - Lachlan Best
- Johnny Carr - Kevin "Simmo" Fitzsimons
- Alan Dukes - Colin Doyle
- Ben Schumann - Timmy Doyle
- Kyle Keuris - Louie Doyle
- Kate Jenkinson - Melanie Best
- Rodger Corser - Stuart Wendell
- Celia Ireland - Rhonda Hibbert
- Roz Hammond - Edwina Crowe